# Palazzo Gritti (San Marco)
Palazzo Gritti, anche detto Palazzo Gritti Morosini, è un palazzo di Venezia, ubicato nel sestiere di San Marco e affacciato su campo Sant'Angelo, di fronte a Palazzo Duodo.

## Descrizione
Presumibilmente edificato nel XVI secolo, in pieno Rinascimento, Palazzo Gritti costituisce – come sostiene Brusegan – un esempio di architettura neogotica ante litteram.
La facciata è impreziosita da ben tre quadrifore gotiche, una per piano, ciascuna differente per dimensioni e decorazioni, e dotata di parapetti in pietra lavorati.
I marmi e gli intonaci policromi, che rivestono gli intarsi delle finestre del piano nobile e del portale, sono gli elementi di maggiore pregio di questo palazzo.